# Frasi S
Sono chiamate frasi S (frasi di sicurezza) alcune frasi convenzionali, oggi abrogate, che descrivevano i consigli di prudenza cui attenersi in caso di manipolazione di sostanze chimiche.
Le frasi S erano state codificate dall'Unione europea nella direttiva 88/379/CEE, che prevedeva che ogni confezione di prodotto chimico recasse sulla propria etichetta le frasi R e le frasi S corrispondenti al prodotto chimico ivi contenuto. Ad ogni frase era associato un codice univoco composto dalla lettera S seguita da un numero, e ad ogni codice corrispondevano le diverse traduzioni della frase in ogni lingua ufficiale dell'Unione europea.
Nel 2008 è entrato in vigore il Regolamento (CE) n. 1272/2008, che ha sostituito le frasi S con i cosiddetti consigli P.

## Le frasi S
- S 1: Conservare sotto chiave.
- S 2: Conservare fuori dalla portata dei bambini.
- S 3: Conservare in luogo fresco.
- S 4: Conservare lontano da qualsiasi locale abitato.
- S 5: Conservare in ... (liquido adatto consigliato dal produttore).
- S 6: Conservare in ... (gas inerte consigliato dal produttore).
- S 7: Conservare il recipiente perfettamente chiuso.
- S 8: Conservare il recipiente protetto dall'umidità.
- S 9: Conservare il recipiente in un luogo ben ventilato.
- S 10: Mantenere il prodotto umido.
- S 11: Evitare il contatto con l'aria.
- S 12: Non chiudere ermeticamente il recipiente.
- S 13: Conservare lontano da prodotti alimentari e bevande, compresi quelli per animali.
- S 14: Conservare lontano da ... (sostanze incompatibili specificate dal produttore).
- S 15: Conservare lontano da fonti di calore.
- S 16: Conservare lontano da fiamme e scintille. Non fumare.
- S 17: Tenere lontano da sostanze combustibili.
- S 18: Manipolare e aprire il recipiente con precauzione.
- S 19: Non mescolare con... (prodotto specificato dal produttore).
- S 20: Non mangiare e bere durante l'utilizzazione.
- S 21: Non fumare durante l'utilizzazione.
- S 22: Non respirarne le polveri.
- S 23: Non respirarne i gas e i vapori, i fumi, gli aerosol (termini adatti specificati dal produttore).
- S 24: Evitare il contatto con la pelle.
- S 25: Evitare il contatto con gli occhi.
- S 26: In caso di contatto con gli occhi, lavare immediatamente e abbondantemente con acqua e consultare uno specialista.
- S 27: Togliere immediatamente qualsiasi indumento insudiciato o spruzzato.
- S 28: Dopo contatto con la pelle, lavarsi immediatamente e abbondantemente con ... (prodotto adeguato specificato dal produttore).
- S 29: Non gettare i residui nelle condotte fognarie.
- S 30: Non versare mai acqua in questo prodotto.
- S 31: Tenere lontano da sostanze esplodibili.
- S 32: Usare solo in luoghi ben aerati.
- S 33: Evitare l'accumulo di cariche elettrostatiche.
- S 34: Evitare movimento d'urto e di attrito.
- S 35: Non gettare il prodotto e il recipiente senza aver preso tutte le precauzioni indispensabili.
- S 36: Indossare un indumento di protezione adeguato.
- S 37: Indossare guanti adeguati.
- S 38: In caso di insufficiente ventilazione, far uso di un apparecchio respiratorio adeguato.
- S 39: Far uso di un apparecchio di protezione degli occhi e del viso.
- S 40: Per la pulizia del pavimento o di oggetti, insudiciati dal prodotto, utilizzare ... (prodotto specificato dal produttore).
- S 41: In caso d'incendio e/o di esplosione non respirare i fumi.
- S 42: In caso di irrigazione liquida o gassosa indossare un apparecchio respiratorio adeguato (indicazioni a cura del produttore).
- S 43: In caso d'incendio utilizzare ... (apparecchi estintori specificati dal produttore. Qualora il rischio aumenti in presenza di acqua, aggiungere: "Non utilizzare mai acqua").
- S 44: In caso di malore consultare un medico (recando possibilmente l'etichetta).
- S 45: In caso di incidente o di malessere, consultare immediatamente un medico (se possibile, mostrare l'etichetta).
- S 46:  In caso di ingestione consultare immediatamente il medico e mostrargli il contenitore o l'etichetta.
- S 47: Conservare a temperatura non superiore a ... °C (da specificare a cura del produttore).
- S 48: Mantenere in ambiente umido con ... (prodotto adeguato da specificare a cura del produttore).
- S 49: Conservare unicamente nel recipiente originale.
- S 50: Non mescolare con ... (da specificare a cura del produttore).
- S 51: Utilizzare unicamente in zone perfettamente ventilate.
- S 52: Non utilizzare su grandi superfici in locali abitati.
- S 53: Evitare l'esposizione, procurarsi istruzioni particolari prima dell'utilizzazione.
- S 54: Procurarsi il consenso delle autorità di controllo dell'inquinamento prima di scaricare negli impianti di trattamento delle acque di scarico.
- S 55: Utilizzare le migliori tecniche di trattamento disponibili prima di scaricare nelle fognature o nell'ambiente acquatico.
- S 56: Non scaricare nelle fognature o nell'ambiente; smaltire i residui in un punto di raccolta rifiuti autorizzato.
- S 57: Usare contenitori adeguati per evitare l'inquinamento ambientale.
- S 58: Smaltire come rifiuto pericoloso.
- S 59: Richiedere informazioni al produttore/fornitore per il recupero/riciclaggio.
- S 60: Questo materiale e/o il suo contenitore devono essere smaltiti come rifiuti pericolosi.
- S 61: Non disperdere nell'ambiente. Riferirsi alle istruzioni speciali/schede informative in materia di sicurezza.
- S 62: In caso di ingestione non provocare il vomito: consultare immediatamente un medico e mostrargli il contenitore o l'etichetta.
- S 63: In caso di ingestione per inalazione, allontanare l'infortunato dalla zona contaminata e mantenerlo a riposo.
- S 64: In caso di ingestione, sciacquare la bocca con acqua (solamente se l'infortunato è cosciente).

### Combinazioni di frasi
- S 1/2: Conservare sotto chiave e lontano dalla portata dei bambini.
- S 3/7: Conservare il recipiente ben chiuso in luogo fresco.
- S 3/9/14: Conservare in luogo fresco e ben ventilato lontano da ... (materiali incompatibili, da precisare da parte del fabbricante).
- S 3/9/14/49: Conservare soltanto nel contenitore originale in luogo fresco e ben ventilato lontano da...(materiali incompatibili, da precisare da parte del fabbricante).
- S 3/9/49: Conservare soltanto nel contenitore originale in luogo fresco e ben ventilato.
- S 3/14: Conservare in luogo fresco lontano da ... (materiali incompatibili, da precisare da parte del fabbricante).
- S 7/8: Conservare il recipiente ben chiuso e al riparo dall'umidità.
- S 7/9: Tenere il recipiente ben chiuso e in luogo ben ventilato.
- S 7/47: Tenere il recipiente ben chiuso e a temperatura non superiore a ...°C (da precisare da parte del fabbricante).
- S 20/21: Non mangiare, né bere, né fumare durante l'impiego.
- S 24/25: Evitare il contatto con gli occhi e con la pelle.
- S 29/35: Non gettare i residui nelle fognature; non disfarsi del prodotto e del recipiente se non con le dovute precauzioni
- S 29/56: Non gettare i residui nelle fognature.
- S 36/37: Usare indumenti protettivi e guanti adatti.
- S 36/37/39: Usare indumenti protettivi, guanti adatti e proteggersi gli occhi/la faccia.
- S 36/39: Usare indumenti protettivi adatti e proteggersi gli occhi/la faccia.
- S 37/39: Usare guanti adatti e proteggersi gli occhi/la faccia.
- S 47/49: Conservare soltanto nel contenitore originale e a temperatura non superiore a ... °C (da precisare da parte del fabbricante).